# Caproni Ca.60
Caproni Ca.60 Transaereo - hidroavião transatlântico de nove asas (triplo triplano) com capacidade para 100 passageiros. Era também conhecido como Capronissimo.
Apenas um protótipo foi construído pela Caproni. Foi projetado pelo engenheiro Gianni Caproni. Construído quase que totalmente de madeira e equipado com oito motores V12 Liberty L-12 de 400 Hp. Teria 8 tripulantes.
Realizou seu único voo a 4 de março de 1921 em Lago Maggiore na Itália conduzido por capitão Semprini, piloto de testes da companhia. Após atingir a altitude de 60 pés, perdeu altitude, caiu no lago e partiu-se com o impacto afundando rapidamente. O piloto e o co-piloto perderam a vida no acidente.
A aeronave foi recuperada, mas durante os reparos foi destruída por um incêndio. O projeto foi então cancelado.
|  |